# 99Bullets
99Bullets est un jeu vidéo de type shoot 'em up développé et édité par EnjoyUp Games, sorti en 2011 sur DSiWare.
Il a pour suite 99Seconds et 99Moves.

## Accueil
- Eurogamer : 8/10[1]
- IGN : 8/10[2]
- Nintendo Life : 8/10[3]